# Ian Yeoman
Ian Yeoman est un prospectiviste néozélandais spécialisé dans l'industrie du tourisme. Il est titulaire d'un doctorat en recherche opérationnelle de l'Université Napier d'Édimbourg. Depuis 2008, Yeoman enseigne à l'Université Victoria de Wellington. Il est également éditeur et co-éditeur plusieurs journaux.

## Biographie
Après une licence en restauration hôtelière à l'Université de Sheffield Hallam, Yeoman se tourne vers le management. Il intègre l'Université Napier d'Édimbourg en 1994 pour y faire un doctorat en recherche opérationnelle qu'il obtiendra en 2004. Sa formation sera complétée par un certificat d'études supérieures à l'Université Victoria de Wellington, lui permettant de travailler dans l'enseignement supérieur.
Ian Yeoman commence sa carrière comme maître de conférences en gestion du tourisme et de l'hôtellerie à l'Université Napier d'Édimbourg entre 2001 et 2002. Il continue alors sa carrière de maître de conférences à l'Université d'Édimbourg entre 2002 et 2008.
Au cours des années 2000, Yeoman travaille pour VisitScotland en tant que prospectiviste spécialisé dans la méthode des scénarios. Il établit un processus de la pensée du futur en se basant sur des techniques telles que la modélisation économique, l'analyse de tendances et la construction de scénarios.
Aujourd'hui, Yeoman est rédacteur en chef du journal Journal of Revenue & Pricing Management et co-rédacteur en chef du journal Journal of Tourism Futures. En parallèle, il continue à enseigner pour l'Université d'Ulster et l'Université Victoria de Wellington en donnant des conférences sur la gestion du tourisme et l'hôtellerie.

## Travaux
Ian Yeoman a travaillé sur de nombreux sujets liés à une thématique centrale, le tourisme,.

### Aviation
Dans un article du journal Journal of Revenue & Pricing Management dont il est éditeur, Yeoman affirme que le prochain levier économique des compagnies aériennes se situera sur le poids des passagers. Ce concept futuriste d'optimisation des coûts pour les compagnies se traduit par une variation du prix des billets en fonction du poids des passagers. Car pour les compagnies, chaque kilogramme en trop représente une consommation de carburant supérieure, une émission de CO2 plus grande et donc un levier d'optimisation des coûts. Chaque passager payera se qu'il consomme,.
Ce concept est aujourd'hui déjà exploité par la compagnie Samoa Air qui facture ses passagers en fonction de leur poids et de celui de leurs bagages.

### Tourisme sexuel
Ian Yeoman a travaillé en collaboration avec Michelle Mars sur un scénario futuriste dans lequel les prostituées seront remplacées par des robots. Ce scénario s'appuie sur la montée en puissance de la robotique, la limitation de la transmission des maladies sexuellement transmissibles et la diminution du trafic d'êtres humains,,,.